# Xenia garciae
Xenia garciae is een zachte koraalsoort uit de familie Xeniidae. De koraalsoort komt uit het geslacht Xenia. Xenia garciae werd in 1894 voor het eerst wetenschappelijk beschreven door Bourne. 